# Ella Kivikoski
Ella Margareta Kivikoski (née le 25 mai 1901 à Tammela – morte le 27 juillet 1990 à Helsinki) est une archéologue finlandaise. Elle est la première femme à obtenir un doctorat en archéologie, en Finlande. En 1931, elle travaille à l'Institut Balte de Stockholm et devient proche de la figure de l'archéologie estonienne Harri Moora. Elle est professeure d'archéologie à l'Université de Helsinki entre 1948 et 1969, se spécialisant dans l'archéologie nordique et finnoise et plus particulièrement l'âge de fer local.

## Publications
- Die Eisenzeit in Auraflussgebiet. (Thèse, 1939.) (Translations en Finnois, Anglais et Allemand.)
- (fi)Suomen historiallinen bibliografia 1901-1925: Finsk historisk bibliografi: Bibliographie historique finlandaise: I-II. (1 vol.) (with Aarno Maliniemi) Helsinki: Suomen historiallinen seura, (1940)
- (fi)Strena archaeologica (with Aaarne Michael) Helsinki: Puromies, (1945)
- (fi)Suomen rautakauden kuvasto, Vol 1 Porvoo: W. Söderström, (1947)
- (fi)Suomen rautakauden kuvasto, Vol 2 Porvoo: W. Söderström, (1951)
- Carolla Archaeologica in Honorem C.A. Nordmann (avec C A Nordmann) Helsinki: Puromiehen Kirjapaino, (1952)
- (fi)Suomen historia 1: Suomen esihistoria (avec Jalmari Jaakkola) Helsinki: W. Söderström, (1958)
- (fi)Suomen historia. Osa 1, Suomen esihistoria (avec Jalmari Jaakkola) Porvoo: WSOY, (1961)
- (fi)Suomen arkeologinen bibliografia 1951-1960 = Die archäologische Bibliographie Finnlands 1951-1960 Helsinki: [s.n.], (1962)
- Finlands förhistoria (Suomen esihistoria, schwed.) Helsinki: O. Weilin & Göös, (1964)
- (fi)Suomen kiinteät muinaisjäänökset Helsinki: Suomalaisen Kirjallisuuden Seura, (1966)